# Xysticus tikaderi
Xysticus tikaderi is een spinnensoort uit de familie van de krabspinnen (Thomisidae).
De wetenschappelijke naam van de soort werd in 2001 gepubliceerd door R. Bhandari & Pawan Uttam Gajbe.